# Ballon d’Or Dream Team
Das Ballon d’Or Dream Team wurde im Dezember 2020 von der französischen Fußball-Fachzeitschrift France Football gewählt und kürte eine fiktive „beste Fußballmannschaft aller Zeiten“. Die Wahl ersetzte die in diesem Jahr aufgrund der COVID-19-Pandemie abgesagte Ehrung des „Weltfußballers“ mit dem Ballon d’Or. Das Ballon d’Or Dream Team besteht in einem 3-4-3-System aus Lew Jaschin – Cafu, Franz Beckenbauer, Paolo Maldini – Diego Maradona, Xavi, Lothar Matthäus, Pelé – Lionel Messi, Ronaldo und Cristiano Ronaldo.

## Vorgeschichte und Modus
Aufgrund der COVID-19-Pandemie mussten im Frühjahr 2020 nahezu alle Ligen und Wettbewerbe unterbrochen werden; die laufende Saison der französischen Ligue 1 wurde sogar abgebrochen und die geplante Europameisterschaft um ein Jahr auf 2021 verschoben. Aus diesem Grund beschloss France Football im Juli 2020, in diesem Jahr den Ballon d’Or für den „Weltfußballer des Jahres“ nicht zu vergeben. Anfang Oktober 2020 verkündete France Football, stattdessen von 140 Journalisten das Ballon d’Or Dream Team wählen zu lassen. Die 120 nominierten Spieler wurden von der France-Football-Redaktion bestimmt. Gewählt wurden in einem 3-4-3-System jeweils einzeln die Positionen: Torwart (10 Nominierte), Innenverteidiger (10), Rechts- und Linksverteidiger (je 10), zwei defensive Mittelfeldspieler (20), zwei offensive Mittelfeldspieler (20), rechter und linker Flügelstürmer (je 10) sowie der Mittelstürmer (10). Das gewählte Ballon d’Or Dream Team wurde am 14. Dezember 2020 veröffentlicht. Die zweit- und drittplatzierten Spieler bildeten das zweite bzw. dritte Team. Zudem wurde eine weitere Auswahl mittels einer Online-Umfrage ermittelt, an der 140.425 Personen teilnahmen.

## Ballon d’Or Dream Team

### Torhüter

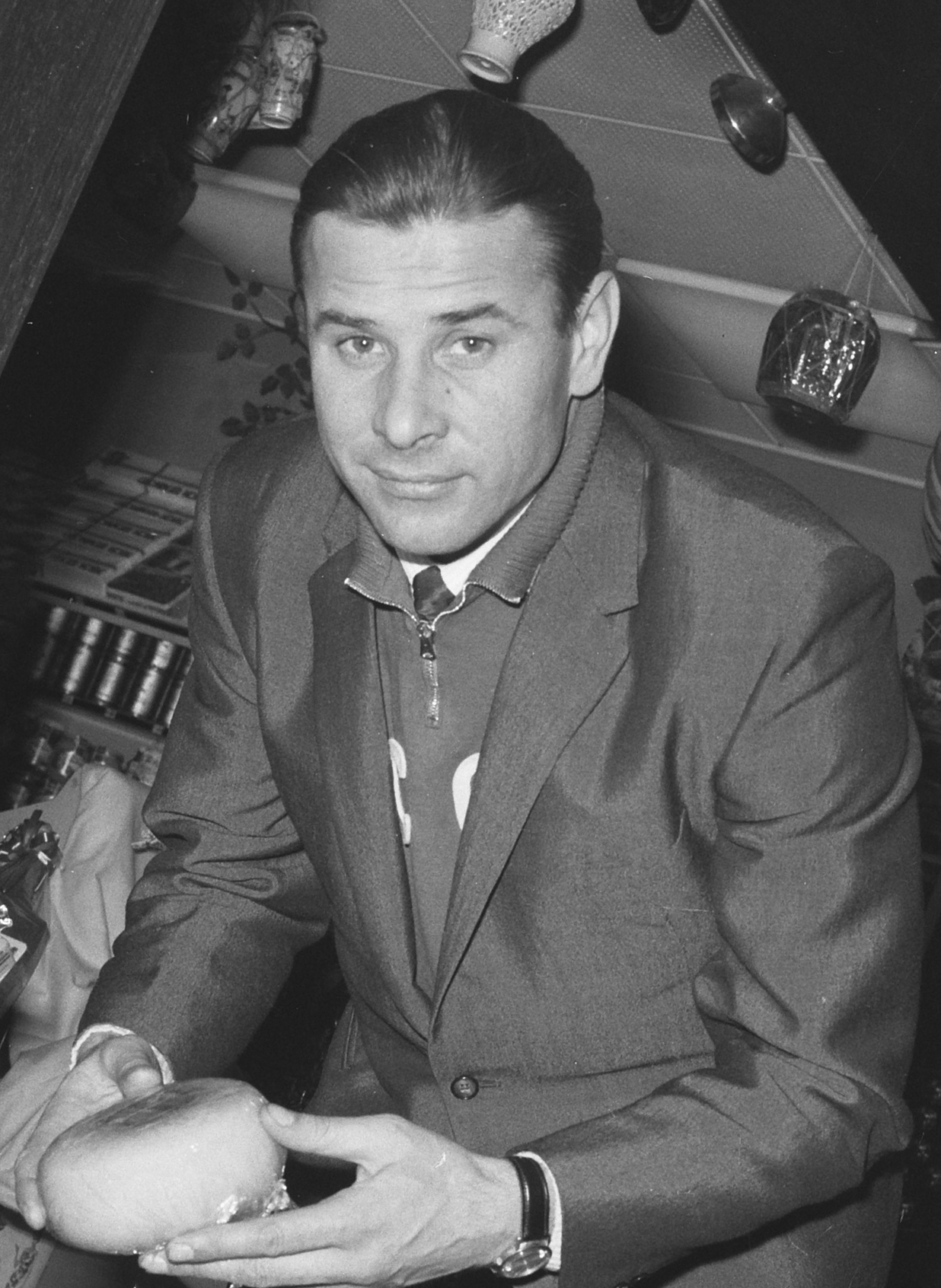
Lew Jaschin (1965)

Die Nominierten wurden im Oktober 2020 veröffentlicht. Gewählt wurde Lew Jaschin (1929–1990), der bis dahin als einziger Torhüter den Ballon d’Or gewinnen konnte und u. a. mit der sowjetischen Nationalmannschaft 1960 Europameister wurde, mit fast 22 Prozent der Stimmen.
| Platz | Nat.        | Spieler           | Aktiv (a)  | beste Ballon-d’Or-Platzierung (b) |
| ----- | ----------- | ----------------- | ---------- | --------------------------------- |
| 1     | Sowjetunion | Lew Jaschin †     | 1950–1970  | Gewinner 1963                     |
| 2     | Italien     | Gianluigi Buffon  | 1995–2023  | 2. Platz 2006                     |
| 3     | Deutschland | Manuel Neuer      | 2005–aktiv | 3. Platz 2014                     |
| 4–10  | England     | Gordon Banks †    | 1955–1978  | 7. Platz 1972                     |
| 4–10  | Spanien     | Iker Casillas     | 1999–2019  | 4. Platz 2008                     |
| 4–10  | Deutschland | Sepp Maier        | 1962–1979  | 5. Platz 1975                     |
| 4–10  | Kamerun     | Thomas N’Kono     | 1974–1997  | Wahl nicht möglich                |
| 4–10  | Danemark    | Peter Schmeichel  | 1981–2003  | 5. Platz 1992                     |
| 4–10  | Niederlande | Edwin van der Sar | 1991–2011  | 24. Platz 2008                    |
| 4–10  | Italien     | Dino Zoff         | 1961–1983  | 2. Platz 1973                     |

### Rechtsverteidiger

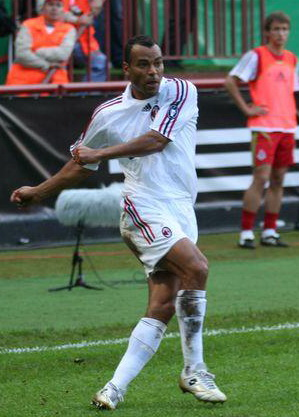
Cafu (2007)

Die Nominierten wurden im Oktober 2020 veröffentlicht. Gewählt wurde der Brasilianer Cafu, der u. a. 1994 und 2002 Weltmeister wurde und mit dem AC Mailand 2007 die Champions League gewann.
| Platz | Nat.        | Spieler          | Aktiv (a) | beste Ballon-d’Or-Platzierung (b) |
| ----- | ----------- | ---------------- | --------- | --------------------------------- |
| 1     | Brasilien   | Cafu             | 1989–2008 | 15. Platz 2002                    |
| 2     | Brasilien   | Carlos Alberto † | 1963–1981 | Wahl nicht möglich                |
| 3     | Deutschland | Philipp Lahm     | 2002–2017 | 6. Platz 2014                     |
| 4–10  | Italien     | Giuseppe Bergomi | 1980–1999 | —                                 |
| 4–10  | Brasilien   | Djalma Santos †  | 1948–1970 | Wahl nicht möglich                |
| 4–10  | Italien     | Claudio Gentile  | 1972–1988 | —                                 |
| 4–10  | Deutschland | Manfred Kaltz    | 1971–1990 | —                                 |
| 4–10  | Niederlande | Wim Suurbier †   | 1964–1982 | —                                 |
| 4–10  | Frankreich  | Lilian Thuram    | 1991–2008 | 7. Platz 1998                     |
| 4–10  | Deutschland | Berti Vogts      | 1965–1979 | 4. Platz 1975                     |

### Innenverteidiger

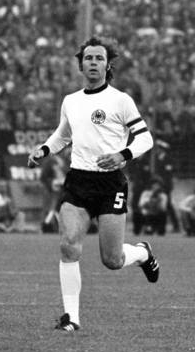
Franz Beckenbauer (1974)

Die Nominierten wurden im Oktober 2020 veröffentlicht. Gewählt wurde mit über 33 Prozent der Stimmen der Deutsche Franz Beckenbauer, der als Spieler u. a. 1974 Weltmeister wurde und mit dem FC Bayern München 1974, 1975 und 1976 den Europapokal der Landesmeister gewann.
| Platz | Nat.        | Spieler           | Aktiv (a)  | beste Ballon-d’Or-Platzierung (b) |
| ----- | ----------- | ----------------- | ---------- | --------------------------------- |
| 1     | Deutschland | Franz Beckenbauer | 1964–1983  | Gewinner 1972 und 1976            |
| 2     | Italien     | Franco Baresi     | 1978–1997  | 2. Platz 1989                     |
| 3     | Spanien     | Sergio Ramos      | 2004–aktiv | 6. Platz 2017                     |
| 4–10  | Italien     | Fabio Cannavaro   | 1992–2011  | Gewinner 2006                     |
| 4–10  | Frankreich  | Marcel Desailly   | 1986–2005  | 8. Platz 1996                     |
| 4–10  | Niederlande | Ronald Koeman     | 1980–1997  | 5. Platz 1988                     |
| 4–10  | England     | Bobby Moore †     | 1958–1978  | 2. Platz 1970                     |
| 4–10  | Argentinien | Daniel Passarella | 1974–1989  | Wahl nicht möglich                |
| 4–10  | /           | Matthias Sammer   | 1985–1998  | Gewinner 1996                     |
| 4–10  | Italien     | Gaetano Scirea †  | 1972–1988  | 12. Platz 1982                    |

### Linksverteidiger

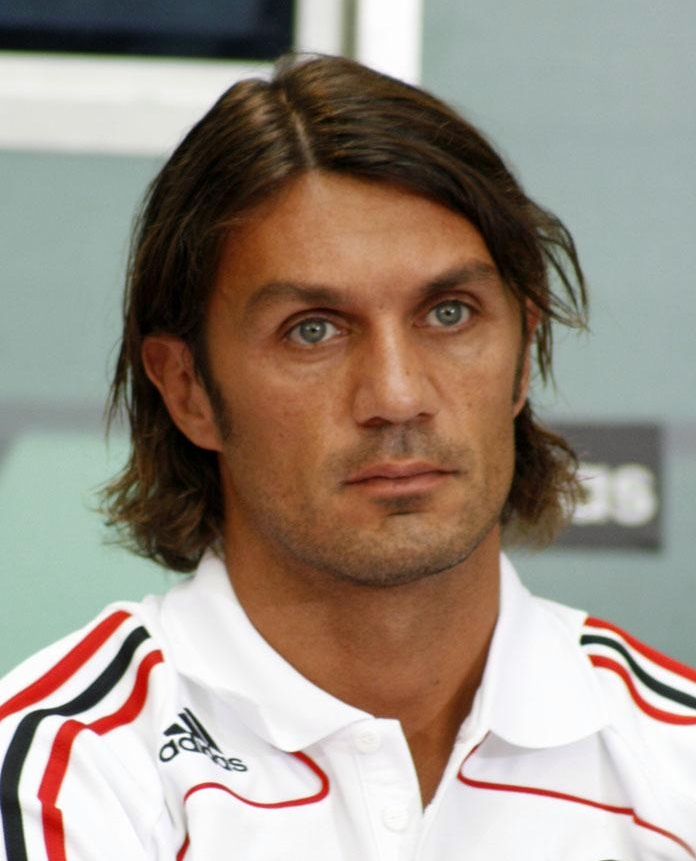
Paolo Maldini (2008)

Die Nominierten wurden im Oktober 2020 veröffentlicht. Gewählt wurde der Italiener Paolo Maldini, der seine gesamte Karriere beim AC Mailand verbrachte und mit dem Verein u. a. 1989, 1990, 1994, 2003 und 2007 den Europapokal der Landesmeister bzw. die Champions League gewann.
| Platz | Nat.        | Spieler              | Aktiv (a)  | beste Ballon-d’Or-Platzierung (b) |
| ----- | ----------- | -------------------- | ---------- | --------------------------------- |
| 1     | Italien     | Paolo Maldini        | 1985–2009  | 3. Platz 1994 und 2003            |
| 2     | Brasilien   | Roberto Carlos       | 1991–2015  | 2. Platz 2002                     |
| 3     | Deutschland | Paul Breitner        | 1970–1983  | 2. Platz 1981                     |
| 4–10  | Deutschland | Andreas Brehme       | 1980–1998  | 3. Platz 1990                     |
| 4–10  | Italien     | Antonio Cabrini      | 1975–1991  | 13. Platz 1978                    |
| 4–10  | Italien     | Giacinto Facchetti † | 1961–1978  | 2. Platz 1965                     |
| 4–10  | Brasilien   | Júnior               | 1974–1993  | Wahl nicht möglich                |
| 4–10  | Niederlande | Ruud Krol            | 1968–1986  | 3. Platz 1979                     |
| 4–10  | Brasilien   | Marcelo              | 2005–aktiv | 16. Platz 2017                    |
| 4–10  | Brasilien   | Nílton Santos †      | 1948–1964  | Wahl nicht möglich                |

### Defensives Mittelfeld

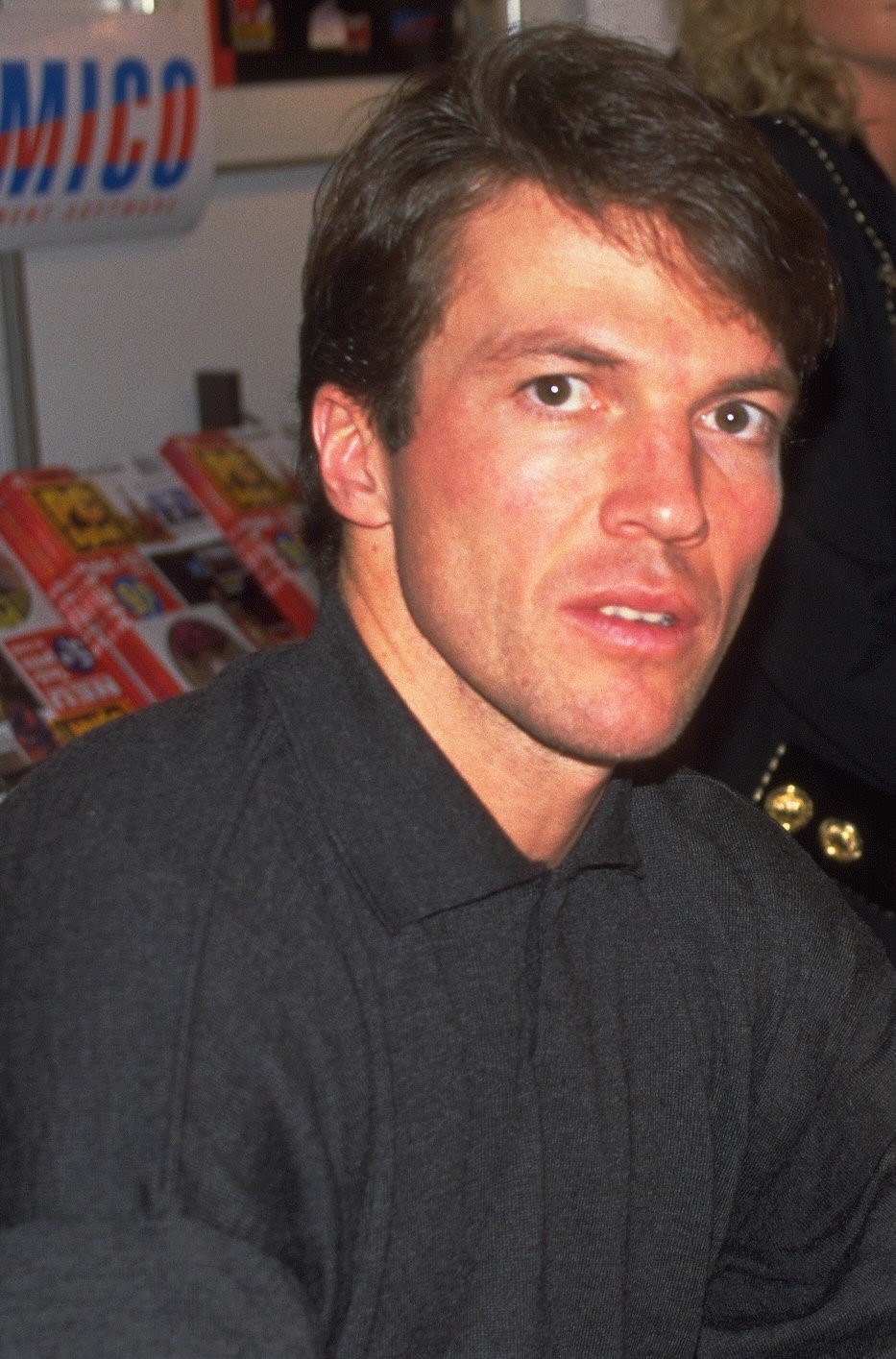
Lothar Matthäus (1995)

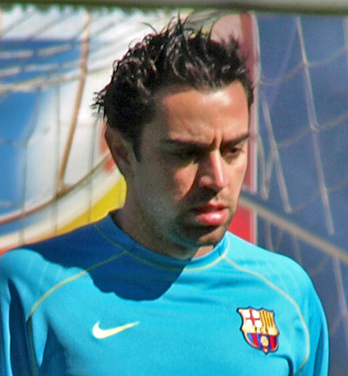
Xavi (2008)

Die Nominierten wurden im Oktober 2020 veröffentlicht. Gewählt wurden der Deutsche Ballon-d’Or-Gewinner von 1990, Lothar Matthäus, der im selben Jahr Weltmeister wurde, und der Spanier Xavi, der 2008 und 2012 Europa- sowie 2010 Weltmeister wurde und auf Vereinsebene mit dem FC Barcelona u. a. 2006, 2009, 2011 und 2015 die Champions League gewann.
| Platz | Nat.             | Spieler              | Aktiv (a)  | beste Ballon-d’Or-Platzierung (b) |
| ----- | ---------------- | -------------------- | ---------- | --------------------------------- |
| 1     | Deutschland      | Lothar Matthäus      | 1979–2000  | Gewinner 1990                     |
| 1     | Spanien          | Xavi                 | 1997–2019  | 3. Platz 2009, 2010 und 2011      |
| 3     | Italien          | Andrea Pirlo         | 1995–2017  | 5. Platz 2007                     |
| 3     | Niederlande      | Frank Rijkaard       | 1980–1995  | 3. Platz 1988 und 1989            |
| 5     | Brasilien        | Didi †               | 1946–1967  | Wahl nicht möglich                |
| 5     | Niederlande      | Johan Neeskens       | 1968–1991  | 5. Platz 1974                     |
| 7–20  | Spanien          | Xabi Alonso          | 2000–2017  | 10. Platz 2010                    |
| 7–20  | Ungarn           | József Bozsik †      | 1943–1962  | 6. Platz 1956                     |
| 7–20  | Spanien          | Sergio Busquets      | 2007–aktiv | 20. Platz 2012                    |
| 7–20  | Brasilien        | Paulo Roberto Falcão | 1973–1986  | Wahl nicht möglich                |
| 7–20  | England          | Steven Gerrard       | 1998–2016  | 3. Platz 2005                     |
| 7–20  | Brasilien        | Gérson               | 1959–1974  | Wahl nicht möglich                |
| 7–20  | Spanien          | Pep Guardiola        | 1988–2006  | 24. Platz 1994                    |
| 7–20  | Tschechoslowakei | Josef Masopust †     | 1950–1970  | Gewinner 1962                     |
| 7–20  | Argentinien      | Fernando Redondo     | 1985–2004  | 18. Platz 2000                    |
| 7–20  | Deutschland      | Bernd Schuster       | 1978–1997  | 2. Platz 1980                     |
| 7–20  | Niederlande      | Clarence Seedorf     | 1992–2014  | 17. Platz 1997                    |
| 7–20  | Spanien          | Luis Suárez          | 1951–1973  | Gewinner 1960                     |
| 7–20  | Italien          | Marco Tardelli       | 1972–1988  | 15. Platz 1982                    |
| 7–20  | Frankreich       | Jean Tigana          | 1975–1991  | 2. Platz 1984                     |

### Offensives Mittelfeld

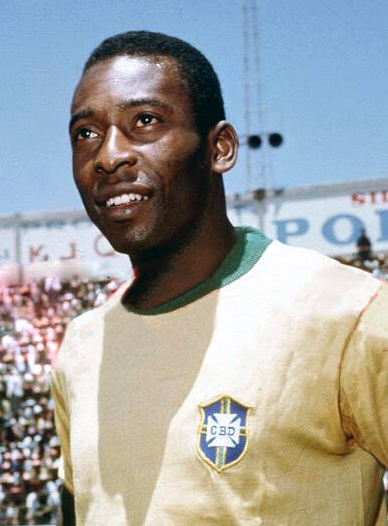
Pelé (1970)

Die Nominierten wurden im Oktober 2020 veröffentlicht. Gewählt wurden der kurz zuvor verstorbene Argentinier Diego Maradona, der 1986 Weltmeister wurde und auf Vereinsebene u. a. mit der SSC Neapel 1989 den UEFA-Cup gewann, und der Brasilianer Pelé, der 1958, 1962 und 1970 Weltmeister wurde.
| Platz | Nat.        | Spieler              | Aktiv (a)  | beste Ballon-d’Or-Platzierung (b) |
| ----- | ----------- | -------------------- | ---------- | --------------------------------- |
| 1     | Argentinien | Diego Maradona †     | 1976–1997  | Wahl nicht möglich                |
| 1     | Brasilien   | Pelé                 | 1957–1977  | Wahl nicht möglich                |
| 3     | /           | Alfredo Di Stéfano † | 1945–1966  | Gewinner 1957 und 1959            |
| 3     | Frankreich  | Zinédine Zidane      | 1989–2006  | Gewinner 1998                     |
| 5     | Spanien     | Andrés Iniesta       | 2002–aktiv | 2. Platz 2010                     |
| 5     | Frankreich  | Michel Platini       | 1973–1987  | Gewinner 1983, 1984, 1985         |
| 7–20  | Italien     | Roberto Baggio       | 1983–2004  | Gewinner 1993                     |
| 7–20  | England     | Bobby Charlton       | 1956–1976  | Gewinner 1966                     |
| 7–20  | Uruguay     | Enzo Francescoli     | 1980–1997  | Wahl nicht möglich                |
| 7–20  | Niederlande | Ruud Gullit          | 1979–1998  | Gewinner 1987                     |
| 7–20  | Rumänien    | Gheorghe Hagi        | 1982–2001  | 4. Platz 1994                     |
| 7–20  | Frankreich  | Raymond Kopa †       | 1949–1968  | Gewinner 1958                     |
| 7–20  | /           | László Kubala †      | 1945–1967  | 5. Platz 1957                     |
| 7–20  | Italien     | Sandro Mazzola       | 1961–1977  | 2. Platz 1971                     |
| 7–20  | /           | Ferenc Puskás †      | 1943–1966  | 2. Platz 1960                     |
| 7–20  | Italien     | Gianni Rivera        | 1959–1979  | Gewinner 1969                     |
| 7–20  | /           | Juan Schiaffino †    | 1945–1962  | —                                 |
| 7–20  | Brasilien   | Sócrates †           | 1974–1989  | Wahl nicht möglich                |
| 7–20  | Italien     | Francesco Totti      | 1993–2017  | 5. Platz 2001                     |
| 7–20  | Brasilien   | Zico                 | 1971–1994  | Wahl nicht möglich                |

### Rechter Flügel

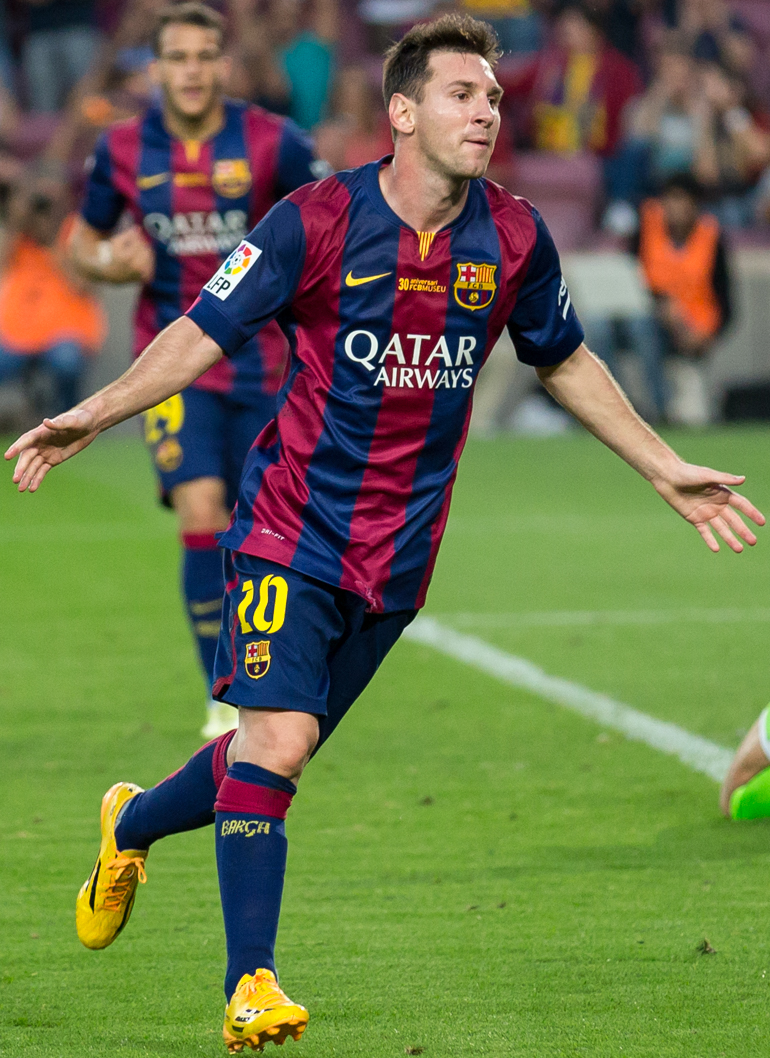
Lionel Messi (2014)

Die Nominierten wurden im Oktober 2020 veröffentlicht. Gewählt wurde der zu diesem Zeitpunkt noch aktive Argentinier Lionel Messi, der bis dahin mit 6 Ballon-d’Or-Auszeichnungen der Rekordhalter war. Mit dem FC Barcelona gewann er bis zu diesem Zeitpunkt u. a. 2006, 2009, 2011 und 2015 die Champions League.
| Platz | Nat.        | Spieler            | Aktiv (a)  | beste Ballon-d’Or-Platzierung (b)              |
| ----- | ----------- | ------------------ | ---------- | ---------------------------------------------- |
| 1     | Argentinien | Lionel Messi       | 2003–aktiv | Gewinner 2009, 2010, 2011, 2012, 2015 und 2019 |
| 2     | Brasilien   | Garrincha †        | 1953–1972  | Wahl nicht möglich                             |
| 3     | Nordirland  | George Best †      | 1963–1984  | Gewinner 1968                                  |
| 4–10  | England     | David Beckham      | 1992–2013  | 2. Platz 1999                                  |
| 4–10  | Kamerun     | Samuel Eto’o       | 1997–2019  | 5. Platz 2009                                  |
| 4–10  | Portugal    | Luís Figo          | 1990–2009  | Gewinner 2000                                  |
| 4–10  | Brasilien   | Jairzinho          | 1962–1983  | Wahl nicht möglich                             |
| 4–10  | England     | Kevin Keegan       | 1968–1984  | Gewinner 1978 und 1979                         |
| 4–10  | England     | Stanley Matthews † | 1932–1965  | Gewinner 1956                                  |
| 4–10  | Niederlande | Arjen Robben       | 2000–2021  | 4. Platz 2014                                  |

### Mittelstürmer

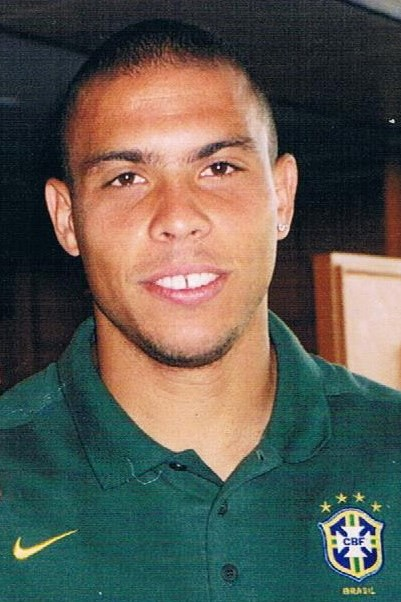
Ronaldo (2002)

Die Nominierten wurden im Oktober 2020 veröffentlicht. Gewählt wurde der Brasilianer und zweifache Ballon-d’Or-Gewinner Ronaldo, der 1994 und 2002 Weltmeister wurde und auf Vereinsebene u. a. 1997 mit dem FC Barcelona den Europapokal der Pokalsieger sowie 1998 mit Inter Mailand den UEFA-Cup gewann.
| Platz | Nat.        | Spieler          | Aktiv (a) | beste Ballon-d’Or-Platzierung (b) |
| ----- | ----------- | ---------------- | --------- | --------------------------------- |
| 1     | Brasilien   | Ronaldo          | 1993–2011 | Gewinner 1997 und 2002            |
| 2     | Niederlande | Johan Cruyff †   | 1964–1984 | Gewinner 1971, 1973 und 1974      |
| 3     | Niederlande | Marco van Basten | 1981–1995 | Gewinner 1988, 1989 und 1992      |
| 4–10  | Niederlande | Dennis Bergkamp  | 1986–2006 | 2. Platz 1993                     |
| 4–10  | Schottland  | Kenny Dalglish   | 1969–1990 | 2. Platz 1983                     |
| 4–10  | Portugal    | Eusébio †        | 1957–1978 | Gewinner 1965                     |
| 4–10  | Ungarn      | Sándor Kocsis †  | 1946–1966 | 8. Platz 1956                     |
| 4–10  | Deutschland | Gerd Müller      | 1963–1982 | Gewinner 1970                     |
| 4–10  | Brasilien   | Romário          | 1985–2009 | Wahl nicht möglich                |
| 4–10  | Liberia     | George Weah      | 1987–2001 | Gewinner 1995                     |

### Linker Flügel

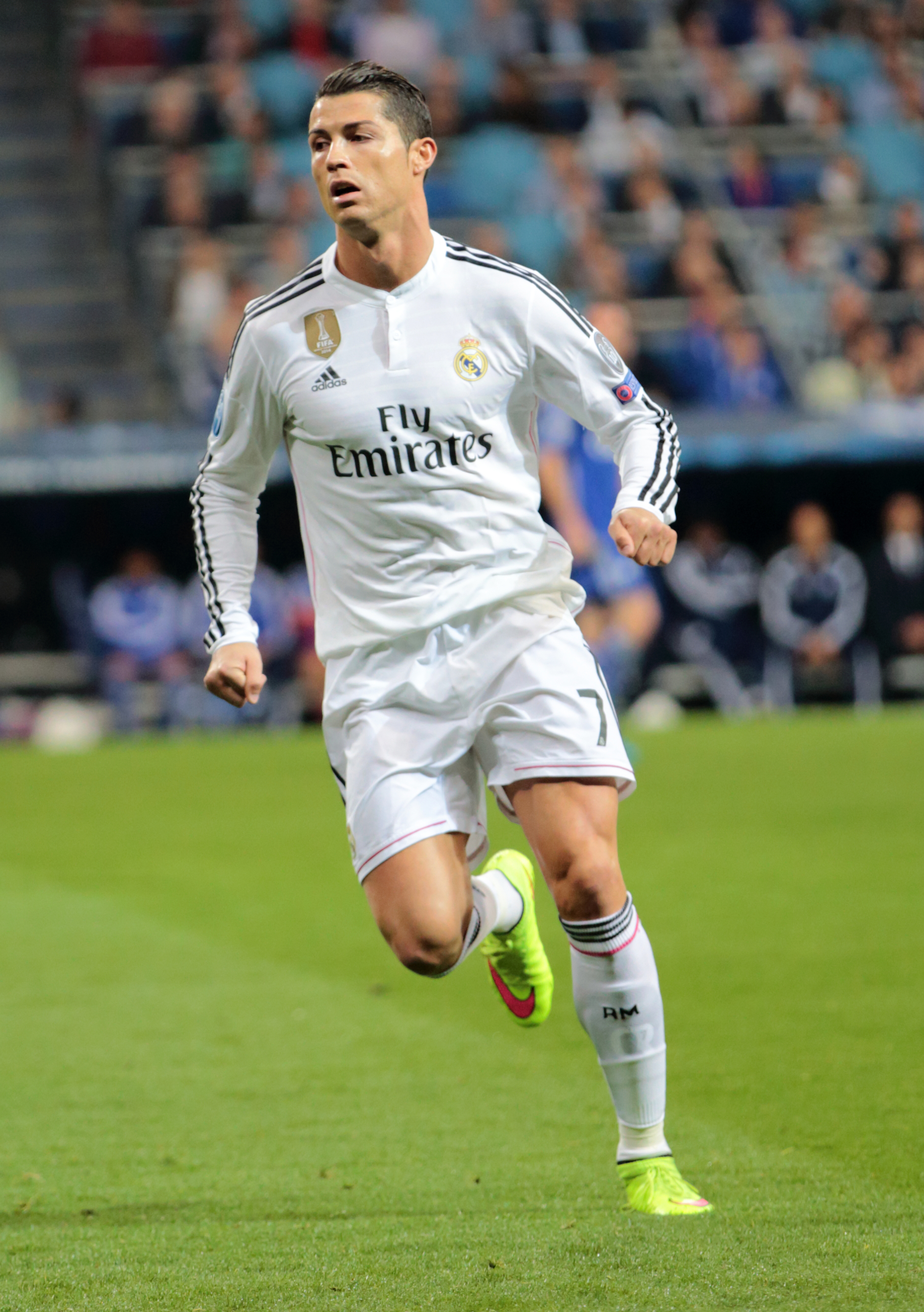
Cristiano Ronaldo (2015)

Die Nominierten wurden im Oktober 2020 veröffentlicht. Gewählt wurde der zu diesem Zeitpunkt noch aktive Portugiese Cristiano Ronaldo, der bis dahin 5-mal mit dem Ballon d’Or ausgezeichnet wurde, 2016 Europameister wurde und auf Vereinsebene u. a. mit Manchester United (2008) und Real Madrid (2014, 2016, 2017, 2018) 5-mal die Champions League gewann.
| Platz | Nat.                                           | Spieler               | Aktiv (a)  | beste Ballon-d’Or-Platzierung (b)        |
| ----- | ---------------------------------------------- | --------------------- | ---------- | ---------------------------------------- |
| 1     | Portugal                                       | Cristiano Ronaldo     | 2002–aktiv | Gewinner 2008, 2013, 2014, 2016 und 2017 |
| 2     | Brasilien                                      | Ronaldinho            | 1998–2015  | Gewinner 2005                            |
| 3     | Frankreich                                     | Thierry Henry         | 1994–2014  | 2. Platz 2003                            |
| 4–10  | Sowjetunion                                    | Oleh Blochin          | 1969–1990  | Gewinner 1975                            |
| 4–10  | Jugoslawien Sozialistische Föderative Republik | Dragan Džajić         | 1962–1978  | 3. Platz 1968                            |
| 4–10  | Wales                                          | Ryan Giggs            | 1991–2014  | 9. Platz 1993                            |
| 4–10  | Brasilien                                      | Rivaldo               | 1989–2015  | Gewinner 1999                            |
| 4–10  | Brasilien                                      | Roberto Rivelino      | 1965–1981  | Wahl nicht möglich                       |
| 4–10  | Deutschland                                    | Karl-Heinz Rummenigge | 1974–1989  | Gewinner 1980 und 1981                   |
| 4–10  | Bulgarien                                      | Christo Stoitschkow   | 1982–2003  | Gewinner 1994                            |

### Statistiken

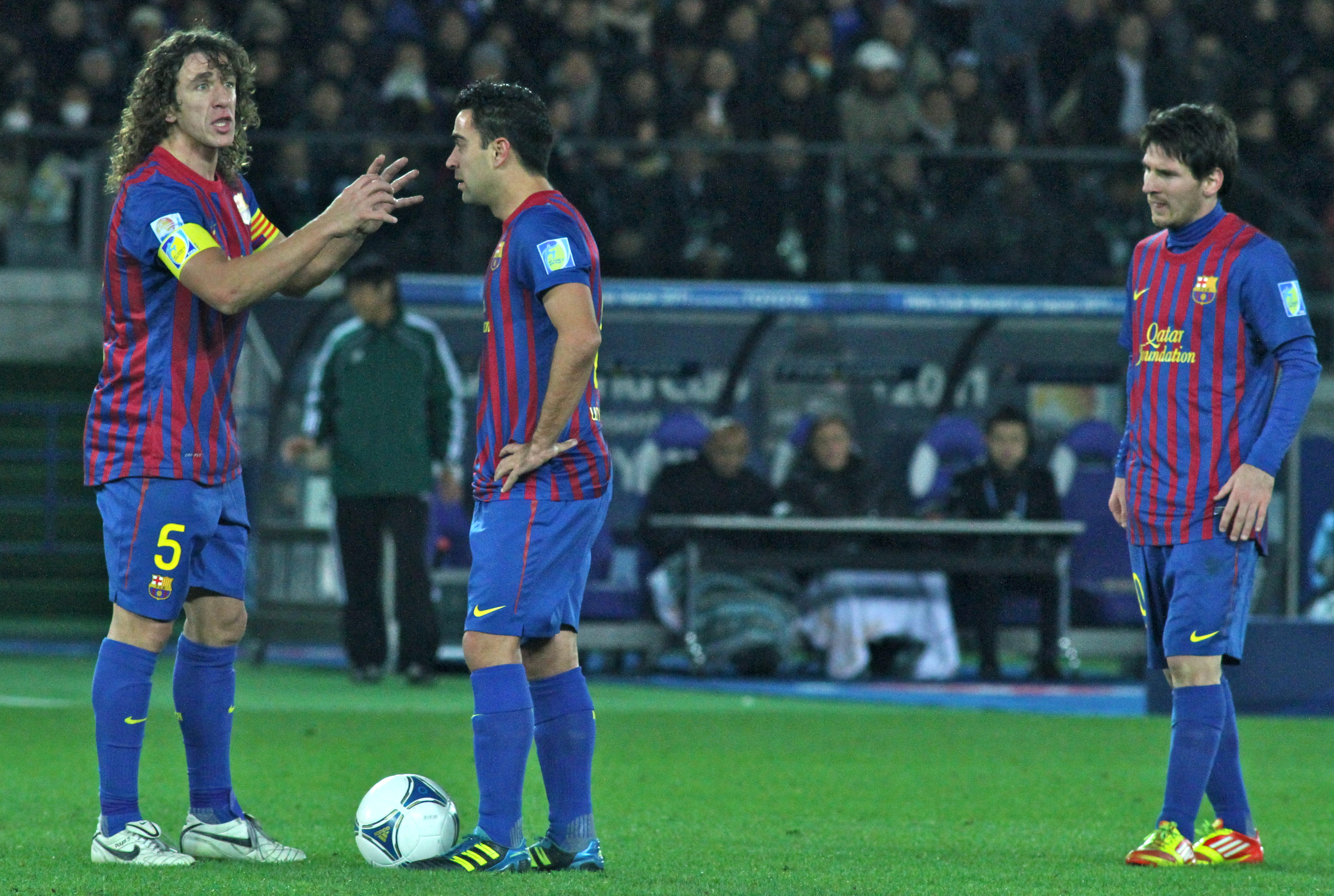
Xavi (m.) und Lionel Messi (r.) gemeinsam mit Carles Puyol beim FC Barcelona (2011)

Aufgeführt sind die Nationen sowie die Vereine und die Ligen, in denen die 11 Spieler des Ballon d’Or Dream Teams während ihrer Profikarriere aktiv waren (bei Messi und Cristiano Ronaldo bis zu diesem Zeitpunkt).
| Anzahl | Nation      | Spieler                            |
| ------ | ----------- | ---------------------------------- |
| 3      | Brasilien   | Cafu, Pelé, Ronaldo                |
| 2      | Argentinien | Diego Maradona, Lionel Messi       |
| 2      | Deutschland | Franz Beckenbauer, Lothar Matthäus |
| 1      | Italien     | Paolo Maldini                      |
| 1      | Portugal    | Cristiano Ronaldo                  |
| 1      | Sowjetunion | Lew Jaschin                        |
| 1      | Spanien     | Xavi                               |

| Spieler                       | Zeitraum  | Verein          |
| ----------------------------- | --------- | --------------- |
| Lionel Messi & Xavi           | 2004–2015 | FC Barcelona    |
| Cafu & Paolo Maldini          | 2003–2008 | AC Mailand      |
| Cafu, Paolo Maldini & Ronaldo | 2007–2008 | AC Mailand      |
| Franz Beckenbauer & Pelé      | 1977      | New York Cosmos |

| Anzahl | Verein                   | Spieler                        |
| ------ | ------------------------ | ------------------------------ |
| 4      | FC Barcelona             | Maradona, Messi, Ronaldo, Xavi |
| 3      | AC Mailand               | Cafu, Maldini, Ronaldo         |
| 2      | FC Bayern München        | Beckenbauer, Matthäus          |
| 2      | Inter Mailand            | Matthäus, Ronaldo              |
| 2      | New York Cosmos          | Beckenbauer, Pelé              |
| 2      | Real Madrid              | Cristiano Ronaldo, Ronaldo     |
| 1      | Argentinos Juniors       | Maradona                       |
| 1      | Boca Juniors             | Maradona                       |
| 1      | Newell’s Old Boys        | Maradona                       |
| 1      | Corinthians São Paulo    | Ronaldo                        |
| 1      | Cruzeiro Belo Horizonte  | Ronaldo                        |
| 1      | EC Juventude             | Cafu                           |
| 1      | FC Santos                | Pelé                           |
| 1      | FC São Paulo             | Cafu                           |
| 1      | Palmeiras São Paulo      | Cafu                           |
| 1      | Borussia Mönchengladbach | Matthäus                       |
| 1      | Hamburger SV             | Beckenbauer                    |
| 1      | Manchester United        | Cristiano Ronaldo              |
| 1      | AS Rom                   | Cafu                           |
| 1      | Juventus Turin           | Cristiano Ronaldo              |
| 1      | SSC Neapel               | Maradona                       |
| 1      | PSV Eindhoven            | Ronaldo                        |
| 1      | Sporting Lissabon        | Cristiano Ronaldo              |
| 1      | al-Sadd Sports Club      | Xavi                           |
| 1      | FC Sevilla               | Maradona                       |
| 1      | Real Saragossa           | Cafu                           |
| 1      | Dynamo Moskau            | Jaschin                        |
| 1      | MetroStars               | Matthäus                       |

| Anzahl | Liga               | Spieler                                                       |
| ------ | ------------------ | ------------------------------------------------------------- |
| 6      | Primera División   | Cafu, Cristiano Ronaldo, Maradona, Messi, Ronaldo, Xavi       |
| 6      | Serie A            | Cafu, Cristiano Ronaldo, Maldini, Maradona, Matthäus, Ronaldo |
| 3      | Série A            | Cafu, Pelé, Ronaldo                                           |
| 2      | Bundesliga         | Beckenbauer, Matthäus                                         |
| 2      | NASL               | Beckenbauer, Pelé                                             |
| 1      | Eredivisie         | Ronaldo                                                       |
| 1      | MLS                | Matthäus                                                      |
| 1      | Premier League     | Cristiano Ronaldo                                             |
| 1      | Primeira Liga      | Cristiano Ronaldo                                             |
| 1      | Primera División   | Maradona                                                      |
| 1      | Qatar Stars League | Xavi                                                          |
| 1      | Wysschaja Liga     | Jaschin                                                       |

## Zweites und Drittes Team
Aus den Zweit- und Drittplatzierten einer Position wurde ein zweites bzw. drittes Team gebildet. Hier wurden mit Alfredo Di Stéfano und George Best zwei Spieler gewählt, die nie an einer Weltmeisterschaft teilnahmen.
| Buffon Carlos Alberto Baresi Roberto Carlos Pirlo Rijkaard Zidane Di Stéfano Garrincha Cruyff Ronaldinho |
| Zweites Team                                                                                             |

| Neuer Lahm Ramos Breitner Neeskens Didi Platini Iniesta Best van Basten Henry |
| Drittes Team                                                                  |

## Online-Umfrage
Die Online-Umfrage, an der 140.425 Personen teilnahmen, ergab folgende Mannschaft im 3-4-3-System. Die drei abweichenden Spieler vom Ballon d’Or Dream Team sind fettgedruckt.
| Pos. | Nat.        | Spieler           | Aktiv (a)  | beste Ballon-d’Or-Platzierung (b)              | Stimmen |
| ---- | ----------- | ----------------- | ---------- | ---------------------------------------------- | ------- |
| Tor  | Italien     | Gianluigi Buffon  | 1995–2023  | 2. Platz 2006                                  | 30,5 %  |
| RV   | Brasilien   | Cafu              | 1989–2008  | 15. Platz 2002                                 | 29,3 %  |
| IV   | Deutschland | Franz Beckenbauer | 1964–1983  | Gewinner 1972 und 1976                         | 41,8 %  |
| LV   | Italien     | Paolo Maldini     | 1985–2009  | 3. Platz 1994 und 2003                         | 46,3 %  |
| DM   | Spanien     | Xavi              | 1997–2019  | 3. Platz 2009, 2010 und 2011                   | 50 %    |
| DM   | Italien     | Andrea Pirlo      | 1995–2017  | 5. Platz 2007                                  | 39,9 %  |
| OM   | Argentinien | Diego Maradona    | 1976–1997  | Wahl nicht möglich                             | 50 %    |
| OM   | Frankreich  | Zinédine Zidane   | 1989–2006  | Gewinner 1998                                  | 48,5 %  |
| RF   | Argentinien | Lionel Messi      | 2003–aktiv | Gewinner 2009, 2010, 2011, 2012, 2015 und 2019 | 73,8 %  |
| MS   | Brasilien   | Ronaldo           | 1993–2011  | Gewinner 1997 und 2002                         | 53,3 %  |
| LF   | Portugal    | Cristiano Ronaldo | 2002–aktiv | Gewinner 2008, 2013, 2014, 2016 und 2017       | 62,6 %  |